# Haverhill, Suffolk
Haverhill är en ort och civil parish i distriktet West Suffolk i Storbritannien. Den ligger i grevskapet Suffolk och riksdelen England, i den sydöstra delen av landet, 70 km nordost om huvudstaden London. Haverhill ligger 70 meter över havet. Civil parish har 27 041 invånare (2011).
Terrängen runt Haverhill är huvudsakligen platt. Haverhill ligger nere i en dal. Runt Haverhill är det ganska tätbefolkat, med 199 invånare per kvadratkilometer. Haverhill är det största samhället i trakten. Trakten runt Haverhill består till största delen av jordbruksmark.